# Lincestis

Mapa de la Antigua Macedonia con la ubicación de Lincéstide en la parte occidental.

Lincestis o Lincéstide o Linco (en griego antiguo: Λυγκηστίς, romanizado: Lyncestis) era el ‘país de los lincestas’ (lyncestae, Λυγκησταί), un pequeño reino independiente, que después pasó al Reino de Macedonia. Estaba gobernado por reyes, barones y caciques independientes o semindependientes hasta que los últimos gobernantes de la dinastía argéada (Amintas IV y Filipo II) neutralizaron su independencia. Pelagonia y Peonia y Almopía estaban al noroeste de Lincestis, Eordia al suroeste, al sureste Esima, Botiea al este, y a poca distancia al sur el río Haliacmón.

## Filiación
Los nombres de los gobernantes de la Alta Macedonia son a menudo de apariencia no griega (Arrabeo, Sirra), y eruditos como Eugene Borza lo ha usado para afirmar que los macedonios de la Alta Macedonia conservaban muchos de los, supuestamente, nombres originales macedonios no helénicos, posteriormente perdidos por los macedonios del sur. Otros afirman que dichos nombres podían ser helénicos de facto, aunque muchos no tengan una clara etimología griega, mientras otros declaran que los nombres eran préstamos lingüísticos de los nombres ilirios o peonios o tracios.[cita requerida]

## Geografía
Estaba situado entre el pueblo de los pelagonios y el de los eordeos. Lincestis era la región montañosa más septentrional de la Alta Macedonia (actualmente llamada Filurina), situada al este de los lagos Prespa. Al oeste, Lincestis limitaba con Iliria. estratégicamente muy importante porque la principal ruta este-oeste y una de las rutas norte-sur pasaban por el núcleo de esta región.
El distrito estaba regado por el antiguo río Erigón con sus afluentes del Bevos y el Osfagos. Era cruzado por la Vía Egnatia, que formaba de hecho la frontera con los eordos. En época romana esta vía había varias estaciones romanas.
Era una región pequeña pero estratégicamente situada, ya que era el punto de entrada de los movimientos ilirios hacia Macedonia central. La constante amenaza de invasiones ilirias a través de la región de Lincestis hacia el reino de Macedonia, hizo que su sometimiento fuera uno de los principales objetivos de los argéadas. El paso de Tsangon era un paso de montaña al sur del lago pequeño Prespa que la unía con el sur de Iliria. Otra importante ruta este-oeste entre Iliria y Macedonia estaba controlada por Heraclea Lincestis, fundada por Filipo II para impedir las incursiones ilirias desde el oeste hacia Macedonia.

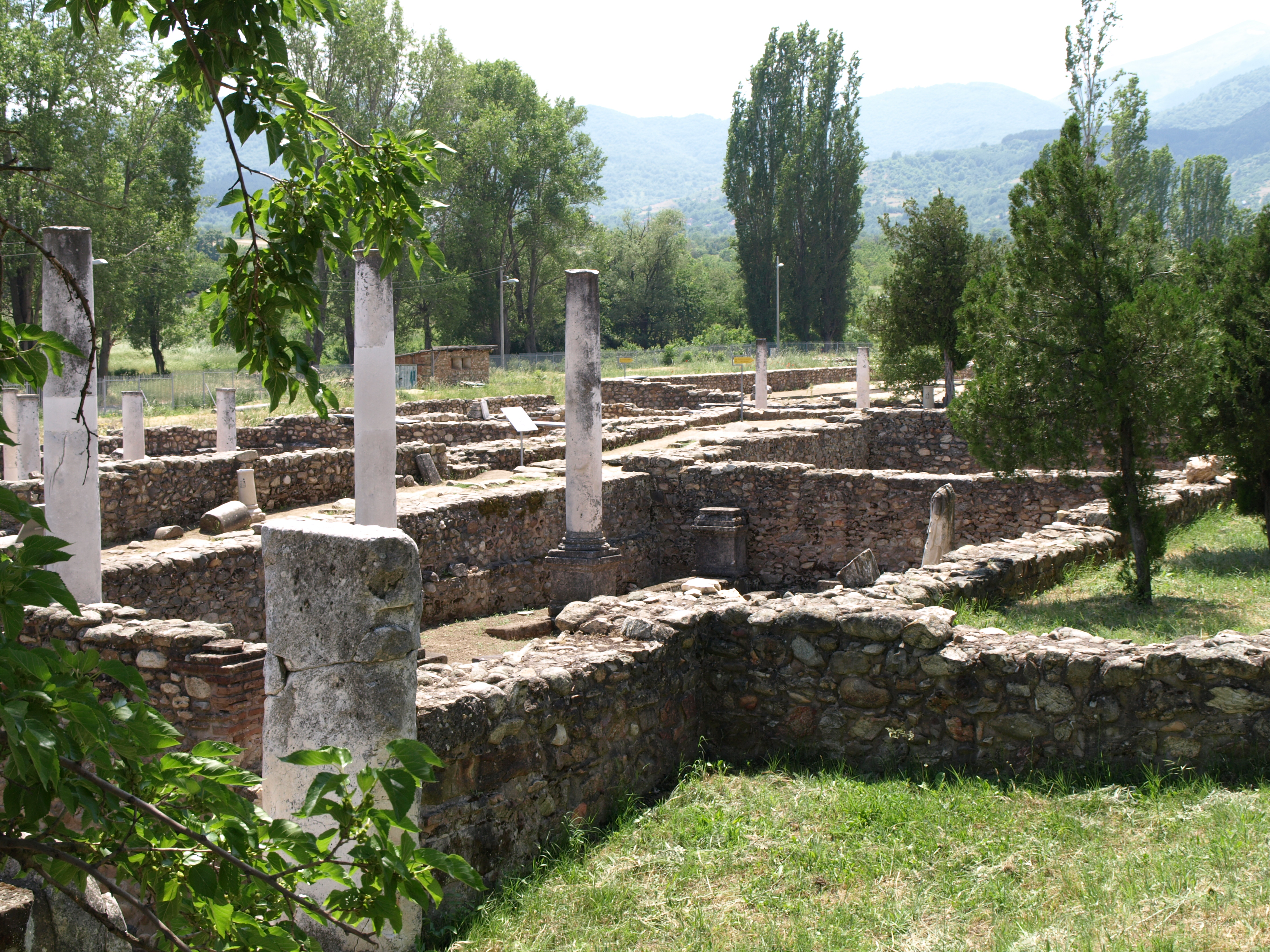
Ruinas de Heraclea Lincestis, fundada por Filipo II.

Lincestis y el resto de la Alta Macedonia se caracterizaban por inviernos fríos con lluvias muy abundantes y veranos calurosos. En esta región la vida era dura y principalmente una cuestión de supervivencia. Según la estación del año, los pastores de la zona, en su mayoría nómadas, trasladaban sus rebaños de vacas, cabras y ovejas a los distintos pastos.
Es posible que en Lincestis no existieran ciudades antes de la fundación de Heraclea Lincestis, a mediados del siglo IV  a. C. Los asentamientos se describen únicamente como «aldeas», típicas de los pueblos tribales.

## Historia

### Época antigua
Los habitantes de Lincestis, al igual que otros pueblos de Alta Macedonia, eran en su mayoría tribus nómadas, que eran gobernadas por jefes individuales y que probablemente vivían en asentamientos básicos en las zonas tribales en lugar de ciudades reales. Su modo de vida se basaba en unas condiciones que en general combinaban la agricultura sedentaria y el pastoreo trashumante. Los lincestas, al igual que otros habitantes de la Alta Macedonia y de la Baja Macedonia, se creían descendientes de la figura mítica de Macedón, pues afirmaban que era hijo de Zeus, el dios principal de su panteón. Sin embargo, sus jefes tenían más en común con sus vecinos lirios y peonios que con sus supuestos compatriotas, los habitantes de la Baja Macedonia. Ya en el siglo VII a. C., las incursiones ilirias contra la Macedonia de los argéadas afectaban inevitablemente también a las regiones de la Alta Macedonia de Lincestis, Oréstide, Eordia, Elimia y Tinfea, por estar situadas entre el territorio ilirio y las tierras de los argéadas, que tenían su base en Egas..
Las tribus macedonias de Lincestis (griego: la tierra del lince) eran conocidas como Lynkestai. Hecateo de Mileto (siglo VI a. C.) los incluyó entre los molosos. Tucídides (siglo V a. C.) los consideraba macedonios Las escasas fuentes primarias existentes muestran que Lincestis mantenía conexiones con los ilirios y que a menudo estaba en hostilidades con la argéadas.

### SigloVa.C.
Durante el reinado de Alejandro I de Macedonia (c. 495-454 a. C.) se creó una confederación nominal entre Lincestis y las regiones de la Alta Macedonia de Elimia, Oréstide y Pelagonia, así como la Baja Macedonia (Pieria y Botiea).
A mediados del siglo V a. C.a. C. se estableció una dinastía real que afirmaba descender de los aristocráticos baquiadas exiliados de Corinto, que fueron a Lincestis a través de Córcira e Iliria, y  gobernaron sobre los macedonios de Lincestis.} 
Estrabón dice que a los lincestas los gobernó Arrabeo. Según refiere el historiador ateniense Tucídides «era hijo de Brómero y rey de los macedonios lincestas». y era descendiente de los Baquíadas de Corinto. También apunta el geógrafo griego que Sirra, era hija de Arrabeo, y que la nieta de esta era Eurídice, la madre de Filipo II. Los lincestas estaban gobernados por un basileo, como el resto de tribus de la Baja y Alta Macedonia.
Tucídides narra, en el octavo año (424-423 a. C.) de la guerra del Peloponeso, el intento del rey macedonio, Pérdicas II de conquistar Lincestis, que acabó en una negociación entre su aliado espartano, Brásidas, y Arrabeo, el rey de los lincestas. (Cf. Expediciones de Pérdicas II de Macedonia contra los lincestas) 
En el noveno año de la guerra del Peloponeso (423-422 a. C.), Brásidas y Pérdicas, con tres mil hoplitas griegos y unos mil jinetes macedonios y calcídicos invadieron Lincestis y vencieron a las tropas lincestas en una batalla. Los ilirios, aliados de Pérdicas, que llegaron dos o tres días más tarde, le traicionaron y se pasaron al bando lincesta. Pérdicas, presa del pánico, creía que se enfrentaría a unas fuerzas muy superiores a lo que realmente eran, y huyó por la noche. Brásidas, por su parte, al ver que los macedonios se habían ido sin esperarle y que los ilirios y peonios estaban a punto de atacarle, formó a sus hoplitas en cuadro y dispuso a 300 hombres escogidos en los puntos donde pensaba que sería atacado; arengó a sus tropas y ordenó el repliegue. Los lincestas les persiguieron, creyendo que los espartanos huían.
Las unidades de choque de Brásidas resistieron el primer ataque y los rechazaron, y cuando los lincestas no atacaban reanudaban la retirada. Al final, las tropas de Arrabeo desistieron de seguir luchando en campo abierto, dejaron parte de sus efectivos para seguir hostigando a los soldados griegos y el resto se lanzó contra los macedonios que huían, y ocuparon el desfiladero de Linco para cortar la retirada a Brásidas. Los 300 soldados escogidos de Brásidas se lanzaron hacia una de los dos alturas del paso (la que antes podían alcanzar) y allí vencieron. El grueso de las tropas de Arrabeo, al contemplar la desbandada que descendía, cesaron en su persecución, pensando que los griegos ya se habían puesto a salvo.
En 413 a. C., el hijo de Pérdicas, Arquelao, obtuvo el trono de Macedonia y, evidentemente, continuó el conflicto de su padre contra los lincestas, probablemente con la participación de los ilirios. El rey macedonio emprendió una guerra contra el lincesta Arrabaeo y su aliado ilirio o lincesta-ilirio, Sirras. Buscando la ayuda del rey de Elimia, el matrimonio de la hija mayor de Arquelao con el rey de Elimia aseguró un sólido aliado de la Alta Macedonia para la guerra de Arquelao contra Arrabeo y Sirras.  Además, Arquelao hizo mejoras generales en el ejército y reforzó las fronteras de su reino, lo que al parecer mantuvo a raya momentáneamente a los ilirios.

### Reino de Lincestis
Fue originalmente un reino autónomo en la región de la Alta Macedonia.} Permaneció fuera de la región de poder de los reyes de la dinastía macedonia, hasta la conquista de Filipo en el 358 a .C.
Los ilirios (o una coalición ilirio-lincesta) bajo el rey Bardilis invadieron Macedonia en el 393 a. C., llegando a la Baja Macedonia hasta el golfo Termaico.;;  Expulsaron al rey macedonio Amintas III de Macedonia, y un rey títere, Argeos II, que puede que fuese un gobernante lincesta, ascendió al trono de Macedonia. Al cabo de dos años, con la ayuda de los tesalios, Amintas recuperó el trono de Macedonia. Otra posible invasión iliria de Macedonia se produjo hacia mediados del 380  C. Amyntas conservó su trono, pero tuvo que pagar tributo a Bardilis. 
Tras la victoria de Bardilis contra Pérdicas III de Macedonia en 360 a. C. Lincestis fue anexionada o retenida por el rey ilirio. En la batalla del valle de Erigon, en el año 358 a. C., los ilirios al mando de Bardilis fueron derrotados por Filipo II y Lincestis pasó a formar parte de Macedonia. Tras su conquista, Filipo fundó Heraclea Lincestis, que se convertiría en la principal ciudad de la zona en la Antigüedad. Aunque pasaron a formar parte de Macedonia, los lincestas conservaron su propio basileos.

### Gobierno macedonio
Tras su ascenso al trono de Macedonia Filipo II quiso el fin total de la influencia iliria en la Alta Macedonia. En el 359 a. C., se celebraron negociaciones entre Bardilis y Filipo II de Macedonia, tras la ascensión de este último al trono ese año. En las negociaciones, Bardilis exigió, y Filipo rechazó, la continuación de la ocupación de las «polis macedonias» (es decir, las fortalezas de Lyincestis). En 358 a. C., Filipo organizó una gran invasión del territorio ilirio, y derrotó decisivamente a los ilirios al mando de Bardilis en la Batalla del Valle de Erigón en el 358 a. C. Las victorias de Filipo contra los ilirios en 358 a. C. dieron al traste con décadas de dominio ilirio sobre Macedonia, y consiguió unir la Alta y la Baja Macedonia por primera vez en la historia de esas regiones. Tras su victoria, Filipo II habría sometido toda la zona hasta el lago Ohrid, al noroeste de la región de los lagos de Prespa, en Deuriopus. Poco después de su victoria en 358 a. C., Lincestis, Pelagonia, Orestis y Tinfeaa, fueron incorporadas a la gran Macedonia de Filipo. Ese mismo año, Filipo fundó Heraclea Lincestis, que se convertiría en la principal ciudad de la región hasta la Antigüedad tardía.

### SigloIIIa.C.
En la campaña del 200 a. C. de la segunda guerra macedónica, combatió en este territorio el cónsul romano Publio Sulpicio Galba Máximo contra las fuerzas del rey Filipo V de Macedonia. El primer campamento romano fue establecido a orillas de la ciudad de Heraclea Lincestis (Heraclea Lyncus). El historiador romano Tito Livio relata esta campaña militar y proporciona una descripción detallada de la región.

## Dinastía lincesta
El rey lincesta Arrabeo que gobernó en la segunda mitad del siglo V a. C. era hijo de Bómero. Según Estrabón, Sirra era hija de Arrabeo, y su nieta era Eurídice, madre de Filipo II. Amintas, uno de los comandantes enviados por Filipo II para derrotar a algunas de las ciudades griegas de Asia Menor, era hijo del rey lincesta Arrabeo.

## Bibliograpfía
- Beekes, Robert S. P. (2009).  Beek, Lucien van, ed. Etymological Dictionary of Greek (en inglés). Brill. ISBN 978-90-04-32186-1.
- Boardman, John; Hammond, Nicholas Geoffrey Lemprière (1982). The Cambridge Ancient History - The Expansion of the Greek World, Eighth to Sixth Centuries B.C., Part 3: Volume 3 (Second edición). Cambridge, UK: Cambridge University Press. ISBN 0-521-23447-6.
- Bowden, Hugh (2014). Alexander the Great: A Very Short Introduction (en inglés). OUP Oxford. ISBN 978-0-19-101636-3.
- Carney, Elizabeth D. (2019). Eurydice and the Birth of Macedonian Power. Oxford University Press. ISBN 978-0-19-028054-3.
- Carney, Elizabeth D.; Müller, Sabine (2020). The Routledge Companion to Women and Monarchy in the Ancient Mediterranean World. Routledge. ISBN 9780429783982.</ref>
- Cartledge, Paul (2011). Alexander the Great: The Truth Behind the Myth (en inglés). Pan Macmillan. ISBN 978-0-330-47554-9.
- Crossland, R. A. (1982). «Chapter 20c: Linguistic Problems of the Balkan Area in Late Prehistoric and Early Classical Periods».  En Boardman, John, ed. The Cambridge Ancient History - Volume 3, Part 1: The Prehistory of the Balkans and the Middle East and the Aegean World, Tenth to Eighth Centuries B.C. Cambridge: Cambridge University Press. ISBN 0-521-22496-9.
- De Angelis, Franco (2020). A Companion to Greeks Across the Ancient World. John Wiley & Sons. ISBN 9781118341377.
- Dzino, Danijel (2014). «'Illyrians' in ancient ethnographic discourse». Dialogues d'histoire ancienne 40 (2): 45-65. doi:10.3917/dha.402.0045.
- Eichner, Heiner (2004). «Illyrisch – die unbekannte Sprache».  En Eichner, Heiner, ed. Die Illyrer. Archäologische Funde des 1. Vorchristlichen Jahrtausends aus Albanien (en alemán). Museum für Urgeschichte Asparn an der Zaya. pp. 92-117. ISBN 3-85460-215-4.
- Errington, Robert Malcolm (2002). «Lyncus».  En Hubert, Cancik; Schneider, Helmuth; Salazar, Christine F. et al., eds. Brill's New Pauly: Lyd–Mine. Brill's New Pauly 2. Brill. ISBN 9789004122710.
- Errington, Robert Malcolm (1986). A History of Macedoni (en inglés).
- Estienne, Henri (1846). Thesaurus Græcæ Linguæ. A. F. Didot.

- Greenwalt, William S. (2011). «Macedonia, Illyria and Epirus».  En Roisman, Joseph; Worthington, Ian, eds. A Companion to Ancient Macedonia. John Wiley & Sons. pp. 279-305. ISBN 978-1-4443-5163-7.
- Hammond, Nicholas Geoffrey Lemprière (2001). Collected Studies: Further Studies on Various Topics. Amsterdam, The Netherlands: Hakkert.
- Hatzopoulos, M. B. (2020). Ancient Macedonia. Walter de Gruyter GmbH & Co KG. ISBN 978-3-11-071868-3.
- Heckel, Waldemar; Heinrichs, Johannes; Müller, Sabine, eds. (2020). Lexicon of Argead Makedonia. Frank & Timme GmbH. ISBN 978-3732904051.
- Karamitrou-Mentesidi, G. (2011). «Aiani Historica and Geographical Context».  En Karamitrou, G., ed. Brill's Companion to Ancient Macedon: Studies in the Archaeology and History of Macedon, 650 BC – 300 AD. Leiden: Brill. pp. 93-112. ISBN 978-90-04-20650-2.
- King, Carol J. (2017). Ancient Macedonia. Routledge. ISBN 9780415827287.
- Lane Fox, R. (2011). «Philip of Macedon: Accession, Ambitions, and Self-Presentation».  En Lane Fox, R., ed. Brill's Companion to Ancient Macedon: Studies in the Archaeology and History of Macedon, 650 BC – 300 AD. Leiden: Brill. pp. 335-366. ISBN 978-90-04-20650-2.
- Luttenberger, Mark (2019). Philip II of Macedon: A New Age Begins (en inglés). Page Publishing Inc. ISBN 978-1-64584-235-4.
- Müller, Sabine (2021). «Political Marriage in Antiquity».  En Mohammed, Jowan A.; Jacob, Frank, eds. Marriage Discourses: Historical and Literary Perspectives on Gender Inequality and Patriarchic Exploitation. Walter de Gruyter GmbH & Co KG. pp. 25-50. ISBN 9783110751451.
- Morton, Jacob Nathan (2017). «Shifting Landscapes, Policies, And Morals: A Topographically Driven Analysis Of The Roman Wars In Greece From 200 Bc To 168 Bc». Publicly Accessible Penn Dissertations (University of Pennsylvania) 2484.
- Palairet, Michael (2016). Macedonia: A Voyage through History. 1, (From Ancient Times to the Ottoman Invasions). Cambridge Scholars Publishing. ISBN 9781443888431.
- Papazoglu, Fanula (1988). Les villes de Macédoine à l'époque romaine (en francés). Greece: Ecole française d'Athènes. ISBN 9782869580145.
- Pettifer, James; Vickers, Miranda (2021). Lakes and Empires in Macedonian History: Contesting the Waters. Bloomsbury Publishing. ISBN 9781350226142.
- Plant, Ian Michael (2004). Women Writers of Ancient Greece and Rome: An Anthology. Norman: University of Oklahoma Press. ISBN 978-0-80-613622-6.
- Psoma, S. (2011). «The Kingdom of Macedonia and the Chalcidic League».  En Lane Fox, R., ed. Brill's Companion to Ancient Macedon: Studies in the Archaeology and History of Macedon, 650 BC – 300 AD. Leiden: Brill. pp. 113-136. ISBN 978-90-04-20650-2.
- Roisman, Joseph (2011). «Classical Macedonia to Perdiccas II».  En Roisman, Joseph; Worthington, Ian, eds. A Companion to Ancient Macedonia. John Wiley & Sons. pp. 145-165. ISBN 978-1-4443-5163-7.
- Salmon, J. B. (2012).  Hornblower, Simon; Spawforth, Antony; Eidinow, Esther, eds. The Oxford Classical Dictionary (en inglés). OUP Oxford. ISBN 978-0-19-954556-8.
- Samsaris, Dimitrios C. (1989). Ιστορική Γεωγραφία της Ρωμαϊκής Επαρχίας Μακεδονίας (Το Τμήμα της Σημερινής Δυτικής Μακεδονίας) [Historical Geography of the Roman Province of Macedonia (The Department of Western Macedonia Today)] (en greek). Thessaloniki: Society for Macedonian Studies. ISBN 9607265017. Archivado desde el original el 8 de febrero de 2018.
- Šašel Kos, Marjeta (1993). «Cadmus and Harmonia in Illyria». Arheološki Vestnik 44: 113-136.
- Stocker, Sharon R. (2009). Illyrian Apollonia: Toward a New Ktisis and Developmental History of the Colony.
- Thomas, Carol G. (2008). Alexander the Great in his World. Blackwell Ancient Lives. John Wiley & Sons. ISBN 9781405178280.
- Vasilev, Miroslav (2011). «Thucydides II,99 and the early expansion of the Argeadae». Eirene. Studia Graeca et Latina 47 (1–2): 93-105.
- Wheeler, Everett L. (2017). The Armies of Classical Greece. Routledge. ISBN 9781351894586.
- Worthington, Ian (2008). Philip II of Macedonia. Yale University Press. ISBN 9780300120790.
- Worthington, Ian (2014). By the Spear: Philip II, Alexander the Great, and the Rise and Fall of the Macedonian Empire. Oxford: Oxford University Press. ISBN 978-0-19-992986-3.